# Commissario europeo della Svezia
Il commissario europeo della Svezia è un membro della Commissione europea proposto al Presidente della Commissione dal Governo della Svezia.
La Svezia ha diritto ad un commissario europeo dal 1º gennaio 1995, anno della sua adesione all'Unione europea.

## Lista dei commissari europei della Svezia
| Commissario       | Competenza                                                                         | Commissione      | Periodo        | Partito |
| ----------------- | ---------------------------------------------------------------------------------- | ---------------- | -------------- | ------- |
| Jessika Roswall   | Ambiente, resilienza idrica ed economia circolare competitiva                      | von der Leyen II | 2024-in carica | PM      |
| Ylva Johansson    | Affari interni                                                                     | von der Leyen I  | 2019-2024      | SAP     |
| Cecilia Malmström | Commercio                                                                          | Juncker          | 2014-2019      | FL      |
| Cecilia Malmström | Affari interni                                                                     | Barroso II       | 2010-2014      | FL      |
| Margot Wallström  | Relazioni istituzionali e strategia di comunicazione (Primo vicepresidente)        | Barroso I        | 2004-2010      | SAP     |
| Margot Wallström  | Ambiente                                                                           | Prodi            | 1999-2004      | SAP     |
| Anita Gradin      | Immigrazione, affari interni e giudiziari, controllo finanziario e lotta antifrode | Santer e Marín   | 1995-1999      | SAP     |